# 32 (tal)
32 (trettiotvå) är det naturliga talet som följer 31 och som följs av 33.

## Inom matematiken
- 32 är ett jämnt tal.
- 32 är en kubkvadrat
- 32 är ett defekt, nästan-perfekt tal
- 32 är ett glatt tal
- 32 är ett Leylandtal.
- 32 är ett Hexanaccital.
- 32 är ett Nonaccital.
- 32 är ett Oktanaccital.
- 32 är ett Heptanaccital.
- 32 är ett Praktiskt tal.

## Inom vetenskapen
- Germanium, atomnummer 32
- 32 Pomona, en asteroid
- Messier 32, elliptisk galax i Andromeda, Messiers katalog